# Агриохорус
Agriochoerus — вымерший род скансориальных травоядных из семейства тилопод Agriochoeridae, эндемик Северной Америки. Agriochoerus и другие агриохоэриды обладали когтями, что редко встречается у Artiodactyla, а также, вероятно, были скансорными. Agriochoerus впервые был описан в 1869 году.
Agriochoerus жил в течение позднего эоцена и олигоцена. Он был среднего размера, расчётная масса тела A. antiquus составляла около 85 кг (187,4 фунта).

## Описание

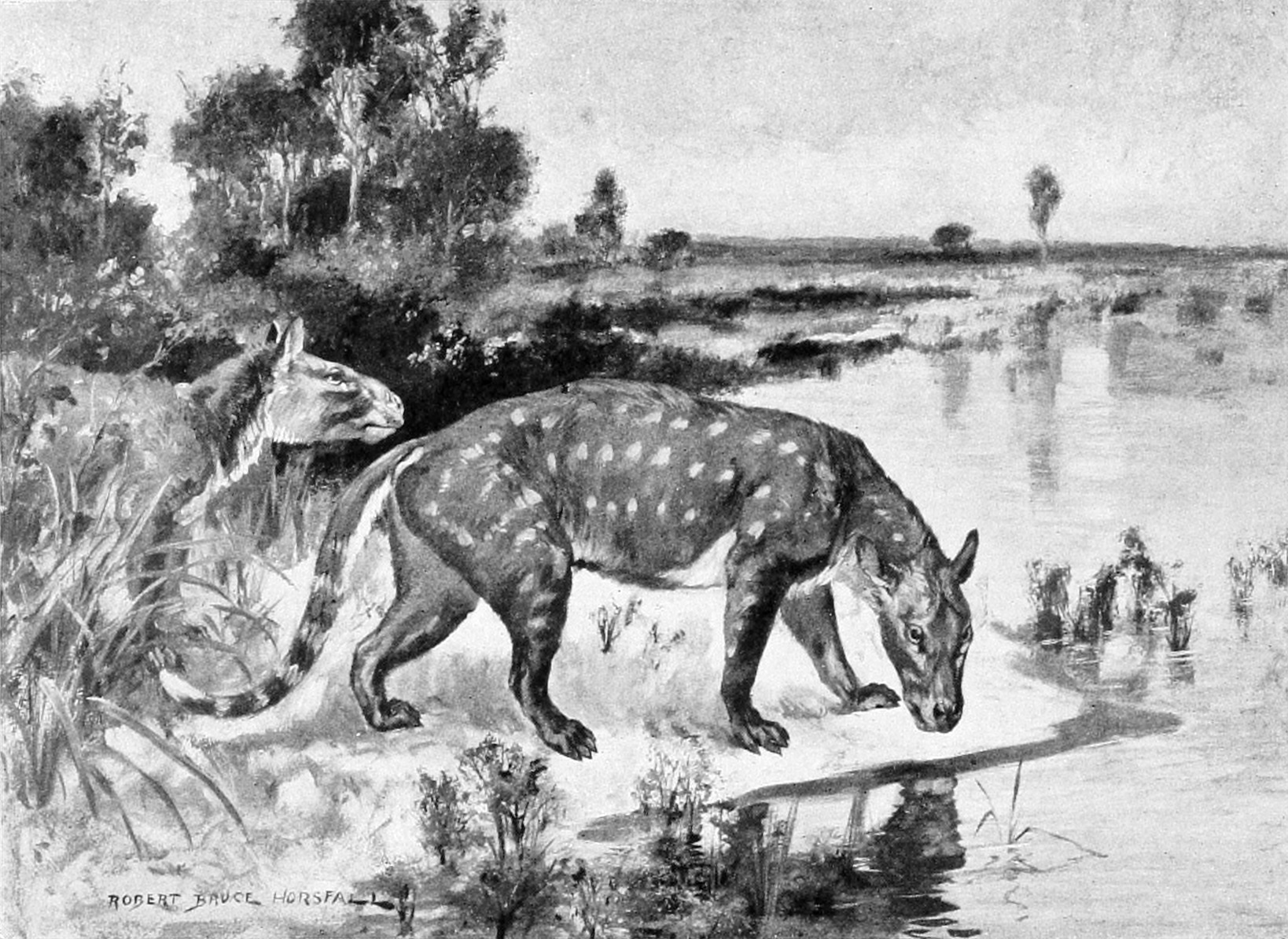
Реконструкция жизни Agriochoerus antiquus

Agriochoerus был размером с овцу и весил около 85 килограммов. Как и другие агриохоэриды, он обладал необычной для парнокопытных формой тела. Тело было довольно удлинённым и поддерживалось более удлинёнными и тонкими конечностями, чем у других представителей Merycoidodontoidea. Передние ноги были пятипалыми, с атрофированным большим пальцем, а задние ноги имели только четыре пальца. Хвост был длинным и тяжёлым. Ещё одной необычной характеристикой парнокопытных было наличие настоящих когтей, что подтверждается формой фаланг. Череп длинный и тонкий, но морда довольно короткая. Было два крепких верхних клыка; эти зубы были отделены от премоляров длинной диастемой; резцы были очень маленькими. Последний нижний премоляр стал идентичен истинному моляру, а верхний стал почти моляром. Это явление редко встречается у парнокопытных, но встречается у диходонов, у которых четвёртый премоляр сложнее, чем моляры. Удлиненное туловище было снабжено поясничными позвонками, как у кошек; ноги также напоминали ноги кошачьих. Дистальный конец плечевой кости с его нижним блоком и капителлюмом, подобным таковым у Anoplotheriidae, указывает на свободу движений, подобную той, которая присутствует у Cainotheriidae.

## Классификация
Род Agriochoerus был впервые описан в 1850 году Джозефом Лейди; типичным видом является Agriochoerus antiquus, окаменелости которого были обнаружены в эоценовых и олигоценовых отложениях Небраски, Южной Дакоты, Техаса и Саскачевана. К этому же роду относятся и другие виды: A. gaudryi, A. Guyotianus, A. crassus, A. major, A. maximus и A. minimus, происходящие из эоцена-олигоцена Северной Америки. Агриохорус— одноименный род Agriochoeridae, группы парнокопытных млекопитающих, сходных с Merycoidodontidae, но отличающихся от последних рядом характеристик скелета и зубных рядов. Agriochoerus, по-видимому, был наиболее специализированным агриохероридом.

## Палеоэкология
Морфология зубов указывает на то, что это животное было травоядным, даже если «кошачья» анатомия скелета и наличие когтей (в отличие от копыт) больше напоминают плотоядных. Некоторые учёные выдвинули гипотезу, что Agriochoerus мог лазить по деревьям благодаря наличию сильных когтей; другие учёные предположили, что Agriochoerus мог рыть норы или выкапывать корни, чтобы питаться.

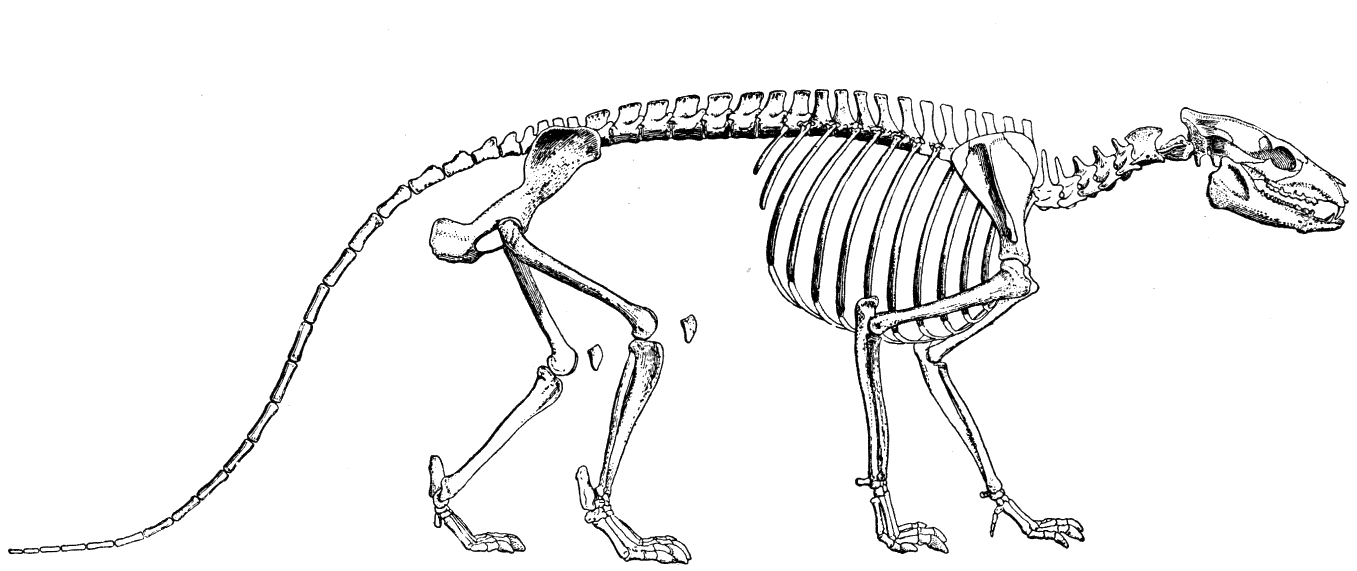
Реконструкция скелета Agriochoerus